# Obytná zahrada
Obytná zahrada je používaný pojem pro úpravu nevelké plochy, zahradu u domu (obvykle za domem), která je využívána jako další místnost, obytný prostor. Taková úprava je nejběžnější u rodinných domů ve městě a v satelitních městečkách. Zahrada je úpravou okrasná zahrada.  Interiér a exteriér může být propojen jako rozšířený dvorek, nebo oddělen pomocí terasy a stupňů mezi terasou a zahradou. Malé zahrady jsou upraveny jako dlážděná plocha, plocha trávníku, jednoduché záhony s výsadbou dřevin, bylin a solitérou. Je zde použito jako příslušenství běžného zahradního nábytku, obvyklý je venkovní krb, bazén pro děti prolézačka a pískoviště. U obytné zahrady může být někdy několik zeleninových záhonů, tato část ale obvykle bývá jasně oddělena i opticky skryta úpravou.
U větších úprav v USA razil Thomas Dolliver Church rozdělení prostoru obytné zahrady na jednotlivé oddělené „místnosti“ sloužící k různým účelům.